# Honda Cub

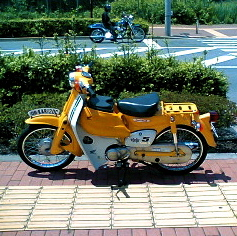

Cub (カブ Kabu), chính xác hơn là Super Cub (スーパーカブ Sūpā Kabu), ban đầu gọi là Honda C100 hay Honda 50 là loại mô tô có động cơ 4-thì 49 phân khối đã được hãng Honda Motor sản xuất lần đầu tiên vào năm 1958 ở Mỹ, đây là loại mô tô được bán nhiều nhất từ trước tới giờ. Chiếc xe Honda 50 đã khởi đầu sự thống trị thị trường xe mô tô thế giới của người Nhật và tiếp theo là sự tăng trưởng của ngành kỹ nghệ xe ô-tô của họ. Hơn 50 triệu chiếc xe Honda 50 đã được bán ra trên thế giới, chủ yếu là ở châu Á, mặc dù ở châu Âu cũng có khá nhiều. Dòng xe này vẫn còn được sản xuất sau gần 50 năm ra đời.

## Đặc điểm kỹ thuật
- Loại động cơ: 4 thì 49 phân khối SOHC 2 van làm mát bằng không khí (loại C100 nguyên thủy thì động cơ 4 thì OHV 2 van)
- Thể tích giãn: 49 phân khối
- Tỉ số nén: 10,0
- Cỡ piston: đường kính 39mm, khoảng chạy 41,4mm
- Công suất cực đại: 4 mã lực ở tốc độ động cơ 7000 vòng/phút
- Tốc độ tối đa: 80Km/giờ
- Cơ cấu truyền động: 3 số với cần sang số 2 đầu, một số kiểu xe có 4 số
- Ly hợp: nhiều đĩa ma sát ngâm trong dầu, được tác động bởi lực ly tâm và cần sang số
- Khởi động: bằng cần khởi động, còn gọi là giò đạp (những kiểu đầu tiên hiếm có khởi động bằng điện)
- Đánh lửa: vít lửa trên bánh trớn (vô-lăng), sau này là CDI
- Khung (sườn) xe: khung bằng thép kiểu thanh ngang thấp, dễ đưa chân qua
- Cơ cấu gắn bánh trước: kiểu giò gà
- Cơ cấu gắn bánh sau: gắp
- Thắng trước: đùm, tác động bằng dây
- Thắng sau: đùm, tác động bằng cần
- Trọng lượng: 55–90 kg (121-198 lb) [1] (khô)
- Honda Super Cub là một chiếc xe máy Honda underbone với động cơ bốn xi lanh đơn, thay đổi từ 49 đến 109 cc (3,0 đến 6,7 cali).
- Còn được gọi là Cub, C100, C102, C65, CM90, CM91, C110, C50, C70, C90, Passport, EX5, Dream 100, EX5 Dream, C100EX, Super Cub 50, Super Cub 110  Sản xuất từ năm 1958
- Lớp Underbone
- Động cơ ngang 49-109 cc (3,0-6,7 cu trong) Loại 4 thì không khí làm mát bằng  Tốc độ truyền 3 hoặc 4 tốc độ, bán tự động với ốc ly tâm ly tâm ướt

## Lịch sử
Honda Cub xuất hiện lần đầu vào năm 1958 ở Mỹ, 10 năm sau khi thành lập hãng Honda Motor. Chữ Cub là viết tắt của Cheap Urban Bike (Xe Đô thị Rẻ tiền), vì mục tiêu của dòng xe này là một phương tiện di chuyển trong đô thị rẻ tiền.
Honda đã tìm ra cách để tăng công suất và hiệu suất của động cơ 4-thì, và công ty đã tấn công vào thị trường vốn đã bị chinh phục bởi các kiểu xe với động cơ 2-thì của các hãng khác. Và Honda đã quá thành công, Honda Cub trở thành loại xe mô tô thành công nhất trong lịch sử, và đã đem lại lợi nhuận khổng lồ cho Honda. Honda đã dùng câu quảng cáo Bạn sẽ gặp những người dễ thương nhất đi xe Honda để bắt đầu chinh phục thị trường Anh-Mỹ, lúc đó vẫn còn bị thống trị bởi xe mô tô Anh với hình ảnh người cưỡi xe thật mạnh mẽ, phong trần.
10 năm sau, năm 1968, chiếc xe được nâng cấp toàn diện, động cơ đổi từ loại thanh mở van 4,5 mã lực thành loại SOHC 4,9 mã lực. Đồng thời Honda cho ra loại xe mạnh hơn (70 và 90 phân khối). Năm 1970, Honda thay bộ vít lửa bằng bộ đánh lửa CDI, làm giảm ô nhiễm của khí thải.

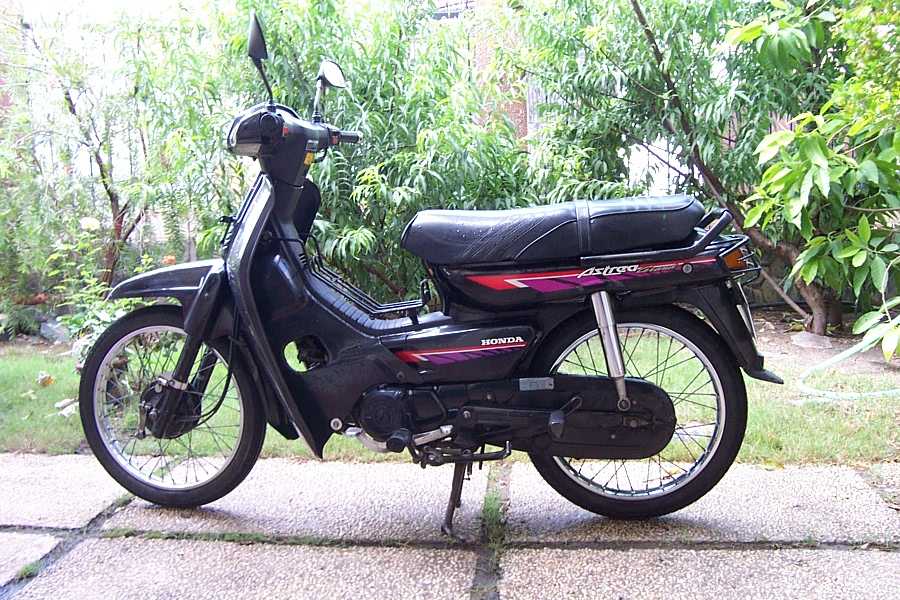
Xe Astrea

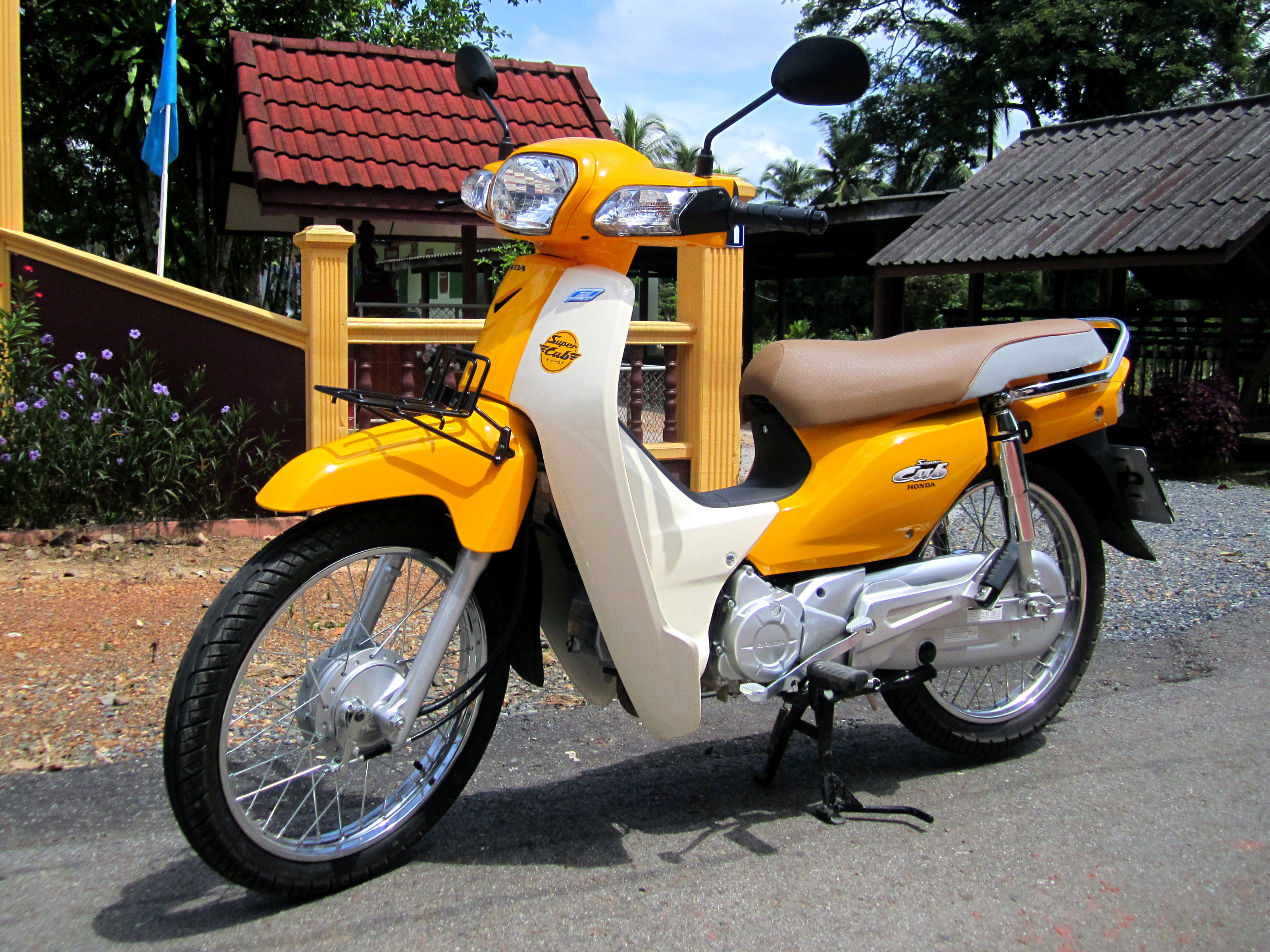
Honda Dream 110i Super Cub

Năm 1980, kiểu xe GN-5 100 phân khối được tung ra ở thị trường châu Á. Loại xe 100 phân khối mới này được cải tiến nhiều so với những kiểu Honda Cub trước: phuộc nhún trước thay cho giò gà, 4 số thay vì 3 số. Loại xe mới này được gọi là Honda Dream ở Thái lan, Honda Astrea ở Indonesia và Honda EX5 ở Malaysia.
Cuối những năm 1990, Honda giới thiệu dòng xe mô tô NF mới, được gọi là Honda Wave, dùng thắng đĩa, thân ốp nhựa với các cỡ 100, 110, 125 phân khối. Các kiểu Honda Cub cũ không còn phân phối ở châu Âu nữa, thay vào đó là Honda Wave. Nhưng Honda Cub vẫn còn được bán ở châu Á và châu Phi, cùng với Honda Wave.
Không những còn bán được mà thậm chí ở Nhật Honda Cub còn bán chạy hơn nữa khi nó được cải tiến để tăng công suất, tiết kiệm xăng hơn và bớt ô nhiễm hơn nữa. Ở Nhật, Honda Cub không chỉ dành cho những người giao hàng mà được dùng trong nhiều mục đích khác, không giống
như ở Mỹ hay châu Âu, nơi mà người ta chỉ dùng mô tô để chơi. Cứ đi ra đường ở các thành phố như Tokyo, Osaka, Kobe hay các thành phố Nhật khác là người ta có thể thấy ngay vài chiếc Super Cub. Kiểu xe Honda Wave với thân ốp nhựa không thích hợp khi dùng đi giao hàng, nó thích hợp với đi chơi hơn. Đó là lý do vì sao Super Cub vẫn còn bán được. (Yamaha cũng sản xuất kiểu xe Mate rất giống Honda Cub, chỉ khác ở chỗ dùng động cơ 2-thì.)
Ở Việt Nam, Super Cub đã quá phổ biến đến nỗi người ta gọi xe chung mô tô là xe Honda. Năm 2006, loạt chương trình về xe mô tô của kênh truyền hình Discovery Channel đã đánh giá Honda Cub là chiếc xe số một, là siêu sao trong mọi loại mô tô. Trong khi đó Honda Wave không được đưa vào loạt chương trình đó.

## Những lý do dòng xe Honda Cub thành công
- Rẻ tiền hơn các loại xe mô tô khác
- Dễ dùng nhờ cơ cấu ly hợp ly tâm, tập đi rất nhanh
- Rất tiết kiệm xăng (kiểu Super Cub 2006 đi được 146Km với 1 lít xăng)
- Tải nặng được, dân ở các nước đang phát triển dùng xe Honda Cub để chở nông sản, gia súc, gia cầm, hoặc chở cả gia đình
- Dễ dàng lượn qua các đám kẹt xe
- Dễ sửa và có sẵn linh kiện thay thế
- Động cơ 4-thì ít gây ô nhiễm
- Rất bền, và dùng được trong mọi thời tiết

## Hoài cổ về xe
Cách đây vài chục năm, sở hữu chiếc xe Cub cũng giống như bây giờ có chiếc xe hơi. Theo thời gian, nhiều loại xe mới ra đời, dòng xe Cub không còn được nhiều người sử dụng nữa. Nhưng gần đây, tại Thành phố Hồ Chí Minh, trào lưu hoài cổ đang thịnh hành với mốt chơi Cub độ. Người chơi xe cổ nói chung và chơi dòng xe Cub nói riêng luôn muốn thể hiện cá tính của mình trên ngoại hình chiếc xe độ, từ việc chọn màu hay những phụ tùng hiếm, độc đáo. Với dòng xe Cub, Honda Little Cub 14, Honda Dirt Cubra, Honda Cubra và Honda Ameri Cubra là những loại xe đang được nhiều người chọn để độ lại.

## Liên kết
- Trang chủ công ty Honda Việt Nam
- Motorbike trên Discovery Channel Lưu trữ ngày 4 tháng 2 năm 2007 tại Wayback Machine